# مخووینه
مخووینه (به صربی: Mehovine) یک منطقهٔ مسکونی در صربستان است که در ولادیمیرتسی واقع شده‌است. مخووینه ۶۱۵ نفر جمعیت دارد.